# Informática de gestión
La informática de gestión (BI) es una disciplina que combina la tecnología de información (IT) o la informática con conceptos de la gerencia. La disciplina del BI fue creada en Alemania, del concepto de “Wirtschaftsinformatik” (en español: "Informática Económica").
Es una disciplina académica establecida que se incluye en programas de bachilleratos, maestrías y carreras de grado en Alemania, Austria, España, Suiza y actualmente implantada en la mayoría de las universidades europeas. El término informática del negocio es hoy en día común en Europa central. El BI tiene efectos sinérgicos fuertes de conceptos de la administración del negocio que la integran junto con la informática en un mismo campo.

## Diferencias entre la informática del negocio y los sistemas de información
La informática del negocio (BI) presenta numerosas semejanzas a la disciplina de los sistemas de información (IS) que se puede encontrar principalmente en los lugares de habla inglesa del mundo. Sin embargo hay algunas diferencias importantes que hacen de la informática del negocio muy atractiva para los patrones:
1. La informática del negocio incluye tecnología de información, como las porciones relevantes de informática aplicada, a un grado mucho más grande comparado a los sistemas de información.
2. La característica más importante de la informática del negocio esta en el mayor enfoque dado a la solución de los problemas de negocio que a su simple descripción.

Por otra parte, los sistemas de información se centran en explicar los fenómenos empíricos del mundo real. IS a menudo se ha llamado un acercamiento “explicación-orientado” en contraste con el acercamiento “solución-orientado” del BI. En IS los investigadores intentan explicar porqué las cosas del mundo real son de la manera que son y conducir muchos exámenes empíricos mientras que un investigador del BI intenta desarrollar las soluciones para los problemas que han observado o asumido.
El académico en BI, por ejemplo, está a menudo encariñado con la aplicación de nuevas tecnologías a los problemas de negocio y hacer estudios de viabilidad construyendo prototipos del software. Enseñan los estudiantes del BI también este acercamiento constructivo. Su capacidad no sólo de explicar la realidad, sino de formarla, esto hace a los empleados muy atractivos para las compañías así como los buenos candidatos a empresarios en el negocio de IS.
Las conexiones apretadas entre la investigación y la enseñanza son otra tradición de la informática del negocio. Las penetraciones recientes ganadas en proyectos de investigación se convierten en parte de los planes de estudios absolutamente porque la mayoría de los investigadores son conferenciantes al mismo tiempo. El paso del progreso científico y tecnológico en BI es rápido, por lo tanto los temas enseñados están bajo la reconsideración y revisión permanentes.

## Estudios oficiales de ingeniería en informática del negocio
Los programas de estudios universitarios o superiores conducen directamente al grado de un Licenciado o de Máster en informática de negocio o de gestión. Ejemplos de esto en Europa son:
- Maestría internacional en Informática del Negocio (MBI) otorgado por la Universidad Global Virtual (por medio de Internet).
- Bachillerato y Maestría en Ciencias en informática del negocio por la Universidad de Rostock.
- Maestría en Informática del Negocio por la Universidad de Utrecht.
- Maestría en Informática del Negocio por la Universidad de Canberra.
- Maestría en Ciencias en la Tecnología de Información del Negocio (BIT) por la Universidad de Middlesex, Londres, Reino Unido.

Muchas universidades alemanas, austriacas, y suizas ofrecen programas equivalentes a un grado (Máster/Diplomado/Licenciado) en “Wirtschaftsinformatik”, por ejemplo:
- Universidad de Erlangen-Núremberg - Universidad de Erlangen-Núremberg (Alemania).
- Universidad de Münster - Wilhelms-Universidad Westphalian (WWU) (Alemania).
- Universidad de Duisburgo-Essen (Alemania).
- Universidad de Linz (Austria).
- Universidad de St. Gallen (Suiza).

Las universidades rusas han comenzado a ofrecer programas equivalentes en ruso desde 2002:
- Máster y experto de la ciencia en informática del negocio por la universidad del estado - una "High School" más secundaria de la economía, en Moscú.

En España los estudios universitarios correspondientes a dichas titulaciones son:
- Ingeniería técnica en informática de gestión (ciclo corto de 3 años).
- Ingeniería superior en informática (ciclo largo de 5 años).
- Grado en Ingeniera informática (4 años).

Las universidades que ofertan dicha titulación en España (actualmente en regulación por el Proceso de Bolonia) son:
- Universidad de Alicante Escuela Politécnica Superior
- Universidad de Alcalá Escuela Técnica Superior de Ingeniería Informática
- Universidad de Almería Escuela Politécnica Superior
- Universidad Antonio de Nebrija Escuela Politécnica Superior
- Universidad Autónoma de Barcelona Escuela Universitaria de Informática
- Escuela Universitaria de Informática Tomàs Cerdà
- Universidad de Burgos Escuela Politécnica Superior
- Universidad de Cádiz Escuela Superior de Ingeniería de Cádiz
- Universidad Cardenal Herrera-CEU Escuela Superior de Enseñanzas Técnicas
- Universidad Carlos III de Madrid Escuela Politécnica Superior
- Escuela Politécnica Superior. Sección Colmenarejo
- Universidad de Castilla-La Mancha Escuela Politécnica Superior
- Escuela Superior de Informática
- Universidad Católica de Ávila Facultad de Ciencias y Artes
- Universidad Complutense de Madrid Facultad de Informática
- Centro de Estudios Superiores Domingo de Soto
- Universidad de Córdoba Escuela Politécnica Superior
- Universidad de La Coruña Facultad de Informática
- Universidad de Deusto Facultad de Ingeniería ESIDE
- Universidad Europea de Madrid Escuela Superior Politécnica
- Universidad Europea Miguel de Cervantes Escuela Politécnica Superior
- Universidad del País Vasco Escuela Universitaria de Ingeniería Técnica Industrial y Topográfica
- Escuela Universitaria de Ingeniería Técnica Industrial de Bilbao
- Universidad de Extremadura Centro Universitario de Mérida
- Escuela Politécnica
- Universidad Francisco de Vitoria Facultad/Área de Ingeniería
- Universidad de Gerona Escuela Politécnica Superior
- Universidad de Granada Escuela Técnica Superior de Ingeniería Informática
- Facultad de Educación y Humanidades (Ceuta)
- Universidad de las Islas Baleares Escuela Politécnica Superior
- Universidad Internacional de Cataluña Escuela Universitaria de Tecnologías de Información y Comunicación
- Universidad de Huelva Escuela Politécnica Superior
- Universidad de Jaén Escuela Politécnica Superior
- Universidad Jaime I Escuela Superior de Tecnología y Ciencias Experimentales
- Universidad de La Laguna Centro Superior de Informática
- Universidad de La Rioja Centro de Enseñanzas Científicas y Técnicas
- Universidad de Las Palmas de Gran Canaria Escuela Universitaria de Informática
- Universidad de Lérida Escuela Universitaria Politécnica
- Universidad de Málaga Escuela Técnica Superior de Ingeniería Informática
- Universidad Miguel Hernández de Elche Escuela Politécnica Superior de Orihuela
- Mondragon Unibertsitatea Facultad de Ciencias Empresariales
- Universidad de Murcia Facultad de Informática - sólo Primer Ciclo
- Universidad Abierta de Cataluña  (No presencial)
- Universidad de Oviedo Escuela Universitaria de Ingeniería Técnica de Informática (Oviedo)
- Escuela Universitaria de Ingeniería Técnica de Informática (Gijón)
- Universidad Pablo de Olavide Escuela Politécnica Superior
- Universidad Politécnica de Cataluña Facultad de Informática
- Escuela Universitaria de Negocios Caixa Terrassa (EUNCET)
- Universidad Politécnica de Madrid Escuela Universitaria de Informática
- Universidad Politécnica de Valencia Escuela Politécnica Superior de Alcoy
- Centro Mediterráneo de Estudios Universitarios de Ciencia y Tecnología (MUST)
- Escuela Universitaria de Informática Aplicada
- Universidad Pontificia Comillas Escuela Técnica Superior de Ingeniería ICAI
- Universidad Pontificia de Salamanca Escuela Universitaria de Informática (Campus de Madrid)
- Universidad Pública de Navarra Escuela Técnica Superior de Ingenieros Industriales y Telecomunicación
- Universidad Ramon Llull Ingeniería La Salle Ciclo Corto: sólo Primer Ciclo
- Universidad Rey Juan Carlos Escuela Superior de Ciencias Experimentales y Tecnología
- Escuela Superior de Ciencias Experimentales y Tecnología
- Universidad Rovira i Virgili Escuela Técnica Superior de Ingeniería
- Universidad de Salamanca (Escuela Politécnica Superior de Zamora)
- Universidad de Sevilla Escuela Técnica Superior de Ingeniería Informática
- U.N.E.D Escuela Técnica Superior de Ingeniería Informática
- Universidad de Valladolid Escuela Técnica Superior de Ingeniería Informática
- Universidade de Vigo Escuela Superior de Ingeniería Informática
- Universidad de Zaragoza Escuela Universitaria Politécnica de Teruel
- Universidad de Vich Escuela Politécnica Superior

Objetivos formativos de las titulaciones universitarias:
Las enseñanzas conducentes a la obtención del título oficial de Ingeniero Técnico en Informática de Gestión, maestrías, grados, o bachiller, deberán proporcionar una formación adecuada en las bases teóricas y en las técnicas y en la tecnología específica de esta ingeniería informática. Estos profesionales se ocupan del diseño, propiedades y mantenimiento del software de gestión, así como la planificación, análisis y gestión de proyectos informáticos dentro del ámbito empresarial.La base formativa de estos estudios está constituida por la interrelación de casi todas las ramas del saber científico; fundamentalmente las Matemáticas, Lógica, Ingeniería, Lingüística, Física, Electrónica, Estadística, Economía, etc. Junto a ello se encuentra una serie de materias específicas sobre informática y aplicaciones.
Salidas profesionales de la titulación:
Las actividades que realiza un Ingeniero en Informática de Gestión son, fundamentalmente, las siguientes: Técnico Comercial, Técnico de Sistemas, Analistas Programadores, Programadores de Sistemas, especialistas en Hardware y Software, Técnicos de Sistemas especializados en Redes de Teleproceso y especialistas en Teleproceso. Los sectores empresariales que con mayor frecuencia demandan estos puestos son las entidades financieras y las empresas industriales.

## Investigación
- Centro de investigación europeo para los sistemas de información, universidad de Münster e instituciones y compañías asociadas de investigación.